# Wendelin Beck
Wendelin Beck (* 28. Mai 1908 in Triesenberg; † 2. September 1978 in Vaduz) war ein liechtensteinischer Politiker (VU).

## Biografie
Wendelin Beck war einer der Söhne des Gemeindekassierers Johann Beck und dessen Frau Luzia (geborene Erne). Der spätere Landtagsabgeordnete Johann Beck war sein älterer Bruder. Wendelin Beck war Bürger der Gemeinde Triesenberg und arbeitete als Gipser und Maurer. Ab 1935 wurde er ebenfalls als Landwirt tätig. Des Weiteren war er von 1943 bis 1952 Pächter des Gasthauses «Alpenrose» in Triesenberg.
Am 14. Juni 1936 fand eine Ersatzwahl für den am 17. Mai 1936 verstorbenen Landtagsabgeordneten Josef Beck (VU) statt. Wendelin Beck konnte sich hierbei mit 190 Stimmen zu 98 Stimmen gegen Josef Bühler durchsetzen und gehörte nun bis 1939 dem Landtag des Fürstentums Liechtenstein an. Von 1949 bis 1952 war er erneut Landtagsabgeordneter für die Vaterländische Union. Von 1957 bis 1958 war er stellvertretender Abgeordneter. Neben seiner landespolitischen Tätigkeit war Beck auch auf kommunaler Ebene aktiv. So gehörte er von 1936 bis 1942 dem Gemeinderat von Triesenberg an, war in dieser Zeit von 1939 bis 1942 stellvertretender Gemeindevorsteher und war von 1942 bis 1975 der Gemeindekassier. Des Weiteren war er von 1939 bis 1960 Mitglied des Obersten Gerichtshofes.
1935 heiratete er Ida Sele. Aus der Ehe gingen vier Töchter hervor. Fürst Franz I. verlieh ihm 1937 das Silberne Verdienstzeichen.